# ニューヨーク・パパ

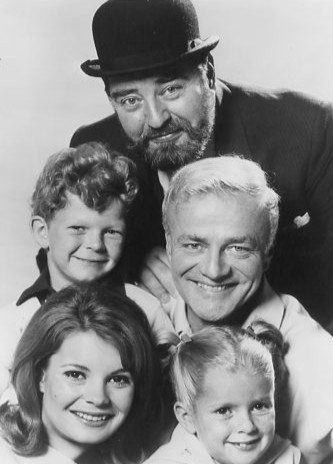
手前左から、キャシー・ガーヴァー（シシー）、アニッサ・ジョーンズ（バフィー）、ジョニー・ウィッテカー（ジョディ）、ブライアン・キース（ビル）、セバスチャン・キャボット（フレンチ）。

『ニューヨーク・パパ』（原題: Family Affair）は、アメリカ・CBSで1966年9月12日から1971年3月4日まで5シーズン、138エピソードが放送されたテレビドラマシリーズである。

## 概要・内容
高給取りのコンサルティングエンジニアで独身のビルは、有能な英国式執事のフレンチとマンハッタンの優雅なアパートに住んでいた。ところがある日突然、兄弟夫婦が飛行機事故の犠牲者となってしまい、それまでののんきな生活が一変する。ビルは、両親を亡くして残された子供たち、シシー、ジョディ、バフィーを引き取り、3人の父親代わりになった。

## キャスト
- ビル：ブライアン・キース（吹替：若山弦蔵）
- フレンチ：セバスチャン・キャボット
- シシー：キャシー・ガーヴァー
- ジョディ：ジョニー・ウィッテカー
- バフィー：アニッサ・ジョーンズ
- ジョン・ウィリアムズ
- ナンシー・ウォーカー

## 日本での放送
日本では、1967年1月4日から同年6月25日までフジテレビ系列局で放送。3月29日までは毎週水曜 22:00 - 22:30、4月2日からは毎週日曜 19:30 - 20:00 （日本標準時）に放送されていた。日本航空の一社提供。